# Allée couverte von Kergoustance
Die Allée couverte von Kergoustance (auch Ti Ar C’horriquet oder La Maison des Lutins – deutsch Haus der Kobolde – genannt) liegt etwa 600 m westlich von Moëlan-sur-Mer im Département Finistère in der Bretagne in Frankreich.
Das etwa 17 m lange und 3,5 m breite, zur Hälfte eng von Bäumen umstandene Galeriegrab besteht aus 16 Tragsteinen, von denen zwei fehlen. Es hat sieben aufliegende Decksteine und ist mit nicht mehr als 1,4 m Höhe sehr flach.
Münzen, Terra Sigillata und eine bei der Ausgrabung im Jahre 1882 entdeckte Urne markieren die römische Präsenz und die späte Nachnutzung dieser Megalithanlage.
In der Nähe befindet sich die Allée couverte von Kermeur Bihan.